# Envato
Envato ist eine australische Onlineplattform für Webseitenvorlagen, Grafiken, Videos, Musik/Soundeffekte, Fotos und 3D-Modelle.

## Geschichte
Collis Ta’eed begann mit dem Verkauf von Flashdateien über die Plattform iStockPhoto. Mit seiner Ehefrau Cyan Ta’eed und Jun Rung gründete er 2006 Envato. Der Start des Unternehmens kostete insgesamt 90.000 US-Dollar, finanziert durch Bankkredite, Familien- und Sponsorengelder. Den ersten Unternehmenssitz bildete die Garage von Cyan Ta’eeds Eltern.
FlashDen wurde 2006 veröffentlicht. Im Jahr 2007 trat Vahid Ta’eed, Collis Ta’eeds Bruder, dem Envato-Team bei. Im selben Jahr startete Envato mit der Veröffentlichung von Psdtuts+, einer Webseite für Photoshop-Tutorials, und FreelanceSwitch, einem Blog für Freiberufler. 2008 gilt als Startjahr der Plattformen Themeforest, einem Onlinemarktplatz für Webdesigntemplates und sogenannte Themes, und Audiojungle, einem Onlinearchiv für Audiomaterial. Ein Jahr später folgte mit der Plattform VideoHive eine Vertriebsseite für Videomaterial und Bewegtbild, während Envato auf der Plattform GraphicRiver das Angebot von Grafiken und Druckvorlagen ausbaute. Nach mehreren Reisen ließen sich Collis und Cyan Ta’eed im Jahr 2010 schließlich in Melbourne (Australien) nieder, um mit dem dortigen Envato-Entwicklerteam zusammenzuarbeiten. Im selben Jahr publizierte Envato die Plattform CodeCanyon, auf der Programmierscripts und Weberweiterungen angeboten werden. 2011 wurde das Plattformnetzwerk durch PhotoDune, einem Onlinemarktplatz für Fotos und Bilder, und die Webseite 3dOcean, einer Vertriebsseite für 3D-Modelle und -elemente, erweitert.
2013 startete Envato mit Microlancer eine Plattform, über die Nutzer gegen Pauschalpreise Angebote wie Logodesign, Grafikdesign oder Wordpress-Themes in Auftrag geben können. 2014 wurde die Plattform in Envato Studio umbenannt.

## Das Envato-Netzwerk
Das Envato-Netzwerk besteht aus den Plattformen Envato Elements, Envato Market, Envato Placeit, Envato Tuts+, Mixkit und Reshot. Envato Elements ist ein Marktplatz, der Agenturen, Designern und Grafikern Werkzeuge und Materialien für ihre Arbeit zur Verfügung stellt. Unter anderem werden Schriftarten, Grafiken, Webseiten- und CMS-Vorlagen angeboten. Am 23. Dezember 2015 wurde die Plattform freigegeben. 
Envato Market ist ein digitaler Marktplatz für kreative Dienstleistungen. Angeboten werden bei Themeforest Themes und Webseitenvorlagen für CMS-Systeme, CodeCanyon verbreitet Plugins, Scripts und Code für Plattformen und Betriebssysteme, VideoHive vermarktet Stock-Footage, Videos, Bewegtbilder, Animationen, Vorlagen für After Effects und Apple Motion und richtet sich an die Videoproduktion. Der Marktplatz AudioJungle beinhaltet Musik und Soundeffekte für Film-, Spiel-, Trailer-, Web-, Werbe- und Rundfunkprojekte, auf GraphicRiver werden Grafiken, Illustrationen, Icons und Vorlagen angeboten, PhotoDune bietet Fotos und 3DOcean dreidimensionale Modelle, Texturen, Hintergründe, Ebenen und Plugins für die Videospiel- und Animationsindustrie an.
Envato Tuts+ bietet Onlinekurse und Lernvideos für Webentwicklung, Design, Gestaltung, Fotografie, Video- und Musikproduktion und andere multimediale Bereiche an.
Envato Placeit ist ein Online-DIY-Asset-Maker, mit dem Benutzer Modelle, Logos, Social-Media-Beiträge und Videos erstellen können. Es stehen intelligente Vorlagen zur Verfügung, die im Browser bearbeitet werden können.
Die Mixkit-Website wurde ursprünglich aus einem internen Envato-Projekt entwickelt, um exklusive, hochwertige Video-Assets für Envatos Produkt Placeit bereitzustellen. Das Potenzial, sein Angebot einem breiteren Publikum zugänglich zu machen, wurde jedoch bald erkannt. Infolgedessen wurde Mixkit am 5. Februar 2019 der Weltöffentlichkeit frei zugänglich gemacht.
Reshot stellt Symbole und Illustrationen zum kostenlosen Download mit kommerziellen Lizenzen zur Verfügung, ohne dass eine Quellenangabe erforderlich ist.

## Auszeichnungen
Gründungsmitglied Cyan Ta’eed wurde 2015 zur „Telstra Victoria Business Woman of the Year“ ernannt und 2016 von der Australian Financial Review als eine der hundert einflussreichsten Frauen bezeichnet. Im Jahr 2016 Envato wurde Dritter des australischen und neuseeländischen Wettbewerbs „Tech Pioneers Top 50“.